# Luis Eduardo Pérez

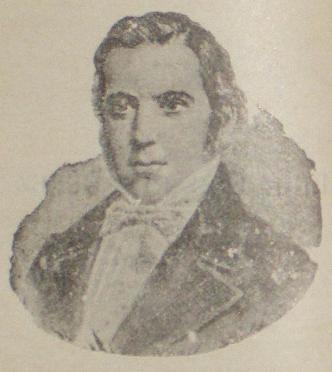
Luis Eduardo Pérez

Luis Eduardo Pérez Pagola (* 1774; † 10. April 1841) war ein uruguayischer Politiker. 
Pérez war zunächst 1825 Vize-Präsident der Asamblea de la Florida. Vom 26. Juli 1828 bis 1. Dezember 1828 war er auf Geheiß Juan Antonio Lavallejas Gobernador y Capitán General Delegado de la Provincia. Er gehörte als Repräsentant des Departamento San José dem ersten uruguayischen Senat in der 1. Legislaturperiode ab dem 9. Oktober 1830 bis zum 5. März 1833 sowie in der 3. und 4. Legislaturperiode – dieses Mal als Stellvertreter – vom 27. Februar 1839 bis 12. Juli 1839 und 30. Dezember 1839 bis zu seinem Tod am 10. April 1841 an. Gleichzeitig war er dessen erster Präsident und hatte die Senatspräsidentschaft von 1830 bis einschließlich 1832 und erneut 1840 inne. Als solcher amtierte er auch vom 24. Oktober bis zum 6. November 1930 nach Fertigstellung der Verfassung übergangsweise als erster Präsident von Uruguay, bevor Fructuoso Rivera in das neue Amt gewählt wurde. 1839, 1840 und 1843 bis 1845 einschließlich hatte er zudem den Vorsitz der Comisión Permanente de Poder Legislativo inne. Letztgenannte Daten stehen jedoch im Widerspruch zu seinem Sterbedatum, so dass es sich hier gegebenenfalls um eine namensgleiche Person oder einen inhaltlichen Fehler auf der Internetseite des uruguayischen Parlaments handelt.